# ETA SA

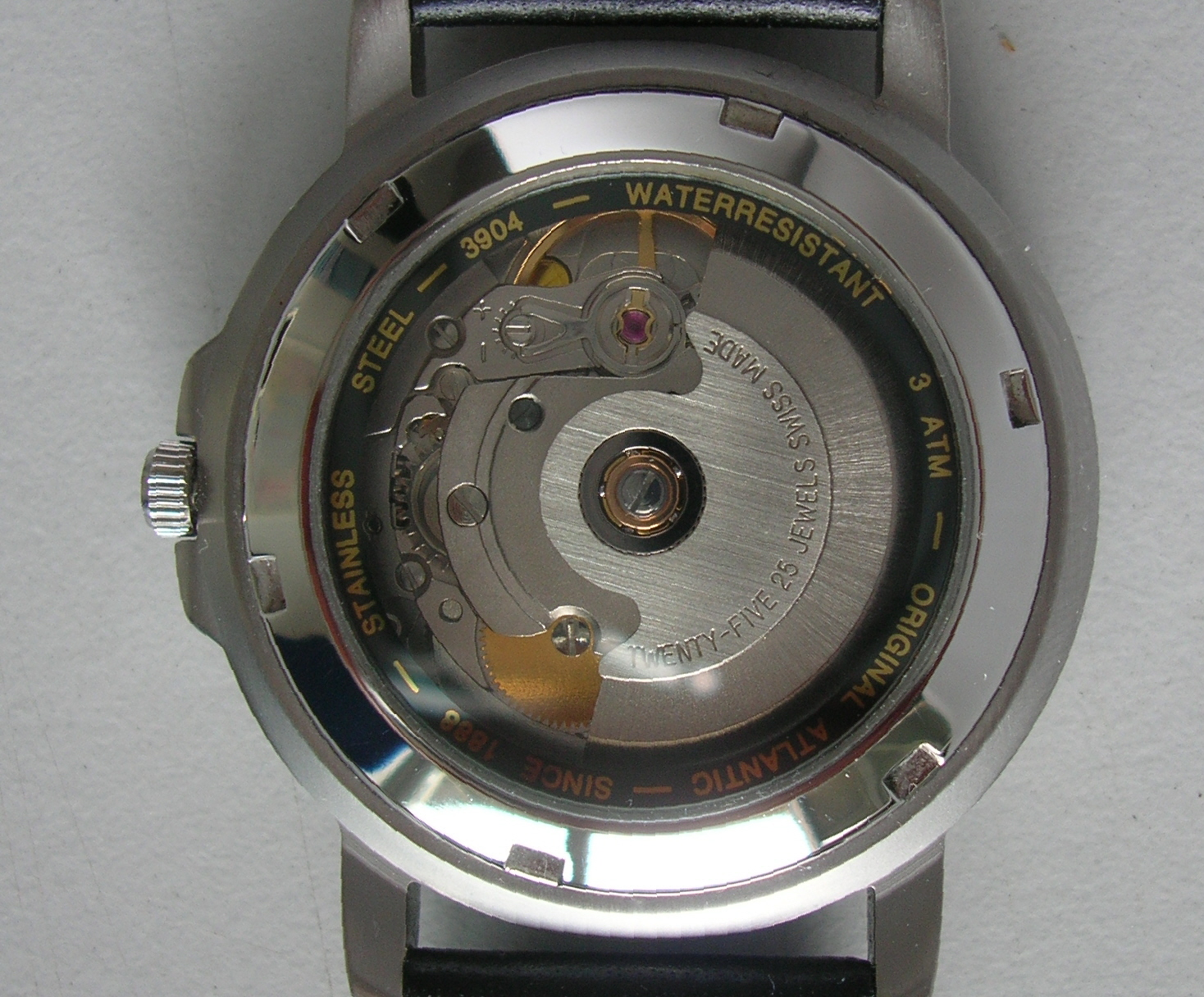
Rückseite einer Uhr mit Original-ETA-Automatik – Kaliber 2824-2

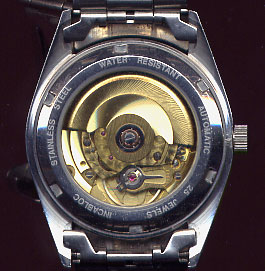
Replik einer ETA Automatik – Kaliber 2824

Historisches ETA-Logo

ETA SA Manufacture Horlogère Suisse ist ein zur Swatch Group gehörender Schweizer Hersteller von Uhrwerken und Uhren. Das Unternehmen mit Sitz in Grenchen beschäftigt etwa 8000 Angestellte an elf Produktionsstandorten, zumeist in der Schweiz.

## Unternehmen
Die ETA SA ging aus einem Zusammenschluss mehrerer Hersteller hervor. Das Unternehmen liefert einzelne Uhrwerks-Bestandteile, Bausätze oder komplette Uhrwerke und nimmt in diesem Markt eine dominierende Position ein.
Von einigen Herstellern werden die Bausätze weiter bearbeitet (zum Beispiel Nautische Instrumente Mühle Glashütte/SA, DEPA Uhrwerke), verfeinert und teilweise mit zusätzlichen Funktionen versehen. Nur wenige Uhrenmanufakturen, wie etwa Rolex, Omega (v. a. Co-Axial-Hemmung), Girard-Perregaux, Zenith, Jaeger-LeCoultre, Nomos Glashütte und A. Lange & Söhne, könnten in ihrer Produktion als Manufaktur und Rohwerkelieferant ohne Teile von ETA auskommen, greifen aber dennoch auf diese zurück, da sich zum Beispiel die Herstellung von Spiralfedern kosteneffizient nur ab einer gewissen Stückzahl bewerkstelligen lässt.
Im Juli 2002 erklärte die ETA, dass sie ab Januar 2003 nur noch reduziert Rohwerke produzieren und ab 2006 die Lieferung ganz einstellen wolle. Stattdessen sollten nur noch fertig montierte Uhrwerke geliefert werden.
Da die ETA gemäss der schweizerischen Wettbewerbskommission (Weko) bei den in der Schweiz hergestellten mechanischen Rohwerken (sog. Ébauches) bis zu einem Preis von 300 Fr. pro Stück über eine marktbeherrschende Stellung verfügt, wurde sie in der am 19. November 2004 abgeschlossenen Untersuchung verpflichtet, ihre Kunden bis Ende 2010 weiter mit Rohwerken für mechanische Uhren zu beliefern, dies jedoch nur noch in einem reduzierten Umfang (bis 2008: 85 %; 2009: 50 %; 2010: 25 %).
Ab Juni 2011 folgte dann erneut eine Prüfung. Als Ergebnis wurde im Oktober 2013 zwischen der Weko und der ETA vereinbart, dass ETA weiterhin an die Kunden liefern muss, wenn auch reduziert (2014/2015: 75 %; 2016/2017: 65 %; 2018/2019: 55 %). Massgeblich sind hier die durchschnittlichen Verkaufsmengen der Jahre 2009 bis 2011.

## Geschichte
Die Unternehmens-Wurzeln reichen bis 1793, als vier Uhrmachermeister in Fontainemelon die Uhrenfabrik Benguerel & Humbert eröffneten. Damals wurden noch viele Arbeiter in Heimarbeit beschäftigt. Die Fabrik führte zu einer Blütezeit des Dorfes im 19. Jahrhundert. 1825 wurde sie von der Familie Robert übernommen und erhielt als Aktiengesellschaft 1876 den Namen Uhrenfabrik Fontainemelon AG. 1984 wurde der Betrieb durch die ETA AG aufgekauft.
1852 gründeten Josef Girard und Anton Schild im Bauerndorf Grenchen die Rohwerke-Fabrik Girard Freres & Kunz, 1856 wurde dieses Unternehmen wegen wirtschaftlicher Schwierigkeiten geschlossen. Josef Girard gründete noch im gleichen Jahr mit Urs Schild, dem Sohn seines bisherigen Kompagnons die neue Firma „Dr. Girard & Schild“. Zunächst wurden die einfachen Transmissions-Maschinen noch von der Wasserkraft des Dorfbaches angetrieben, bis im Jahre 1870 eine Dampfmaschine installiert wurde. Ab 1876 produzierte das Unternehmen nebst Rohwerken auch Fertiguhren, Geschäftsleiter Urs Schild hatte sich entschieden, das Unternehmen mittels Diversifizierung krisenresistenter zu machen. Noch waren sämtliche produzierten Uhren Taschenuhren.
1900 rüsteten Urs Schilds Nachfahren den Betrieb auf elektrische Antriebskraft um und 1906 wurde er in „Eterna-Werke, Gebr. Schild & Co.“ (eine Kommanditgesellschaft) umbenannt. 1932 wurde unter dem damaligen Geschäftsführer Theodor Schild das Unternehmen in zwei separate Aktiengesellschaften aufgeteilt: ETA SA für die Rohwerke-Fabrikation (für Eigenbedarf, aber auch für Dritte) und Eterna SA für Fertiguhren-Herstellung.
Urs Adolf Schild verließ 1896 die Fabrik seines Bruders Urs und gründete sein eigenes Unternehmen A. Schild S. A. (ASSA), seine Söhne Adolf, Cäsar und Ernst bauten dieses Unternehmen zur seinerzeit größten Rohwerkfabrik der Welt aus. 1978 erfolgt deren Integrierung in die ETA.
Die Schweizer Uhrenkrise der 1970er Jahre, ausgelöst konjunkturell und durch die japanische Quarzuhr-Exportoffensive, rief nach Innovationen. Es war schliesslich Ernst Thomke der mit der Swatch-Idee, welche die Plastikuhr in fast vollautomatischer Produktionsweise bereitstellte, der ETA sowie der Uhrenstadt Grenchen generell zu neuen Impulsen verhalf. Die ETA-Gruppe ist heute einer der grössten Uhrwerksfabrikanten weltweit.
Am 29. Dezember 2013 wurde die Galvanikabteilung von ETA Werk 1 in Grenchen durch einen Brand komplett zerstört. Jedoch kann laut Hayek, Chef der Swatch Group, auf Galvanikabteilungen anderer Werke, unter anderem jenes der neuen Zifferblattfabrik in Grenchen, ausgewichen werden, bis die Galvanikabteilung von Werk 1 wieder in Betrieb genommen werden kann.

## Verbreitete Kaliber (Uhrwerke) von ETA
| Bezeichnung        | Durchmesser × Höhe (mm) | Beschreibung |
| ------------------ | ----------------------- | --- |
| ETA 2000-1         | 19,4 × 3,6              | Automatik |
| ETA 2824-2         | 25,6 × 4,6              | Automatik, zum Beispiel MÜHLE-GLASHÜTTE Rescue Timer |
| ETA 2841-1         | 25,6 × 5,2              | Automatik, zum Beispiel SWATCH Irony Body & Soul |
| ETA 2892-A2        | 25,6 × 3,6              | Automatik, zum Beispiel OMEGA Seamaster (Omega Kaliber 1120), IWC Ingenieur, OMEGA Speedmaster Automatic (Basiskaliber für Chronomodulaufsatz)                                         |
| ETA-Peseux 7001    | 23,3 × 2,5              | Handaufzug |
| ETA-Valjoux 7733   | 31,05 × 6.7             | Handaufzug-Chronograph (wird nicht mehr produziert) |
| ETA-Valjoux 7734   | 31,05 × 6.7             | Handaufzug-Chronograph wie das 7733, aber zusätzlich mit Datumsanzeige (wird nicht mehr produziert). Nahezu baugleich ist das Poljot-3133-Kaliber.                                     |
| ETA-Valjoux 7736   | 31,05 × 6.7             | Handaufzug-Chronograph wie das 7733, aber zusätzlich mit 12 Stunden Zähler (wird nicht mehr produziert), dieses Werk gibt es auch mit 24-Stunden-Anzeige, z. B. Gallet Flying Officer. |
| ETA-Valjoux 7750   | 29,9 × 7,9              | Automatik-Chronograph, zum Beispiel BREITLING Navitimer, OMEGA Speedmaster Date, SINN 103, TAG-HEUER Carrera, FORTIS B-42 Chronograph, Schlagzahl 28800 A/h, Frequenz 4 Hz.            |
| ETA-Valjoux 7751   | 29,9 × 7,9              | Automatik-Chronograph-Vollkalendarium, zum Beispiel OMEGA Speedmaster Day Date und LONGINES Master Collection Mondphase basieren darauf, Schlagzahl 28800 A/h, Frequenz 4 Hz.          |
| Valgranges A07.111 | 36,5 × 7,9              | neuestes grosses Automatikwerk in verschiedenen Ausführungen |
| C01.211            | 30 × 6,1                | Automatik-Chronograph mit Kunststoff-Hemmung, zum Beispiel Tissot Couturier, PRC 200, SWATCH Irony Right Track                                                                         |
| ETA 251.232        | 13.25 Linien x ?        | thermokompensiertes Quarzchronographenwerk |
| ETA 205.911        | 25,60 × 3,95            | Autoquartz (wird nicht mehr produziert) |